# Demografia Dżibuti

## Struktura etniczna
Ludność Dżibuti składa się z dwóch głównych dużych grup etnicznych: różne grupy Somalijczyków (głównie Issów liczących ok. 33% ogółu mieszkańców) którzy mieszkają na południu kraju i tworzą razem ok. 60% społeczeństwa, oraz Afarów dominujący na północy i stanowiący ok. 35% ogółu mieszkańców. Pozostałe 5% przypada na Europejczyków, (głównie Francuzów i Włochów) i Arabów, oprócz tego szacuje się, że na terenie Dżibuti przebywa około 35 tys. uchodźców z Etiopii i Erytrei.
Na początku lat 90. między Afarami i Issami dochodziło na tle narodowościowym do zamieszek, które przerodziły się nawet w krótkotrwałą wojnę domową. Obydwie grupy to plemiona koczownicze, wędrujące i rywalizujące ze sobą od wielu pokoleń, również na polu politycznym. Nieprzerwanie od uzyskania niepodległości władze nad krajem sprawują Issowie. Afarowie chcieliby utworzyć niezależne państwo, które miałoby obejmować także część terenów Etiopii i Erytrei.

## Religia
Dominującą religią jest islam sunnicki (ponad 90% mieszkańców) wyznawany przez tubylczą ludność Afarów i Issów. Resztę stanowią chrześcijanie tworzący niewielką grupę, reprezentowaną przede wszystkim przez Europejczyków.
- islam sunnicki – 94%
- chrześcijanie – 6%
  - obrządku katolickiego – 4%
  - obrządku protestanckiego – 1%
  - obrządku prawosławnego – 1%.

## Języki
Choć oficjalnie językami urzędowymi są arabski i francuski, w użyciu jest także język somalijski i język afar.

## Struktura społeczna
Ze względu na to że zdecydowana większość mieszkańców kraju mieszka w stolicy, Dżibuti cechuje się stosunkowo wysokim stopniem urbanizacji – ponad 80%. Ponadto na terenie kraju przebywją też spore grupy koczowników, ponad 80 tys. osób (utrzymujących się z pasterstwa).

## Statystyki demograficzne
| Statystyki demograficzne (2006)                                 |                                         |
|                                                                 |                                         |
| Zmiana liczby ludności Dżibuti w latach 1961–2003 (w tysiącach) |                                         |
| Liczba ludności                                                 | 486 500                                 |
| Ludność według wieku                                            |                                         |
| 0 – 14 lat                                                      | 43,3% mężczyzn: 105 760 kobiet: 105 068 |
| 15 – 64 lat                                                     | 53,3% mężczyzn: 135 119 kobiet: 124 367 |
| ponad 64 lata                                                   | 3,3% mężczyzn: 8 183 kobiet: 8033       |
| Średnia wieku                                                   |                                         |
| W całej populacji                                               | 18,2 lat                                |
| Mężczyzn                                                        | 18,7 lat                                |
| Kobiet                                                          | 17,7 lat                                |
| Przyrost naturalny                                              | 2,022%                                  |
| Współczynnik urodzeń                                            | 39,53 urodzeń/1000 mieszkańców          |
| Współczynnik zgonów                                             | 19,31 zgonów/1000 mieszkańców           |
| Współczynnik migracji                                           | 0 migrantów/1000 mieszkańców            |
| Ludność według płci                                             |                                         |
| przy narodzeniu                                                 | 1,03 mężczyzn/kobiet                    |
| poniżej 15 lat                                                  | 1,01 mężczyzn/kobiet                    |
| 15 – 64 lat                                                     | 1,09 mężczyzn/kobiet                    |
| powyżej 64 lat                                                  | 1,02 mężczyzn/kobiet                    |
| w całej populacji                                               | 1,05 mężczyzn/kobiet                    |
| Umieralność niemowląt                                           |                                         |
| W całej populacji                                               | 102,44 śmiertelnych/1000 żywych         |
| płci męskiej                                                    | 110,07 śmiertelnych/1000 żywych         |
| płci żeńskiej                                                   | 94,58 śmiertelnych/1000 żywych          |
| Oczekiwana długość życia                                        |                                         |
| W całej populacji                                               | 43,17 lat                               |
| Mężczyzn                                                        | 41,86 lat                               |
| Kobiet                                                          | 44,52 lat                               |
| Rozrodczość                                                     | 5,31 urodzeń/kobietę                    |
| Współczynnik dorosłych z HIV/AIDS                               | 2,9% (2001)                             |
| Liczba osób żyjących z HIV/AIDS                                 | 9 100 (2003)                            |
| Liczba zmarłych na HIV/AIDS                                     | 690 (2001)                              |